# PnB Rock
拉基姆·哈希姆·艾伦（Rakim Hasheem Allen，1991年12月9日-2022年9月12日），艺名PnB Rock，美国已故说唱歌手、歌手和词曲作者。
PnB Rock生前客串了进入公告牌百强单曲榜前40名的单曲《Everyday We Lit》、Ed Sheeran的《Cross Me》、XXXTentacion的《Changes》和Meek Mill的《Dangerous》。

## 早年
拉基姆·哈希姆·艾伦于1991年12月9日出生在宾夕法尼亚州费城日耳曼敦附近的一个穆斯林家庭，艾伦的父亲在他三岁时被杀害，后来由母亲抚养他，他从小听着说唱歌手圖帕克·夏庫爾和R&B乐队Jodeci长大。十几岁时，他生活在费城的Germantown社区，那里犯罪率高，生活艰难。这些经历后来成为他音乐创作的灵感来源。
13岁时，艾伦因在学校抢劫和打架而被送往青少年拘留所。19岁时，他因持有毒品和其他罪行被判处33个月监禁。艾伦出狱后有一段时间无家可归。他从未读完高中，那段时间，他开始尝试写歌。
艾伦后来改用了艺名PnB Rock，这实际上是对他长大的街道的致敬——日耳曼敦的两条街道Pastorius和 Baynton。通过使用这个名字，PnB Rock无论走到哪里都带着他所在社区的一部分，提醒自己和他的粉丝他来自哪里。

## 生涯
2014年6月，PnB Rock发布了他的首张混音带《Real N*gga Bangaz》。他在监禁期间创作了这张混音带。
2015年，PnB Rock与大西洋唱片公司签约，他在该厂牌下的首个项目是发行他的第三张混音带《RnB3》 。
2016年6月，PnB Rock发布单曲《Selfish》，该曲大获好评，在美国公告牌百强单曲榜上排名第51位。2016年10月，《滚石》杂志将他列入“你需要了解的10位新艺术家”名单。
2017年1月，他通过大西洋唱片和Empire Distribution发行了他的第二张零售混音带专辑《GTTM: Goin Thru the Motions》。该专辑在美国公告牌200强专辑榜上排名第28位。4月，他为《速度与激情8》的配乐贡献了两首单曲：与Young Thug、2 Chainz和Wiz Khalifa合作的《Gang Up》以及与Kodak Black和A Boogie wit da Hoodie合作的《Horses》 。2017年6月，PnB Rock被评为XXL杂志“2017 年度新生班”(2017 Freshman Class)十名成员之一，其他成员包括A Boogie wit da Hoodie、Playboi Carti、Ugly God、Kyle、Aminé、MadeinTYO、Kamaiyah、Kap G和XXXTentacion。
2019年，PnB Rock与Chance the Rapper一同出现在Ed Sheeran的歌曲《Cross Me》中，该曲收录于Ed Sheeran的专辑《No.6 Collaborations Project》。5月，PnB Rock的首张专辑《TrapStar Turnt PopStar》发行。
2020年1月，PnB Rock发布了与已故说唱歌手Pop Smoke合作的单曲《Ordinary》。
2021年1月，PnB Rock演唱了一首名为《Rose Gold》的歌曲。以纪念已故说唱歌手King Von。12月9日，发行专辑《2 Get You Thru The Rain）
2022年1月15日，发行专辑《Do No Wrong》，2月，PnB Rock发行混音带《SoundCloud Daze》，其中有Yung Fazo、Iayze和Yung Fazo等多位艺术家参与。2022年9月，独立发行单曲《Luv Me Again》，这是他生前发行的最后一首单曲。

## 个人生活
PnB Rock有两个女儿，分别是 Milan（出生于2013年10月22日）和 Xuri Li（出生于2020年3月27日），后者是他与Instagram模特女友Stephanie Sibounheuang所生。这对情侣于2019年1月因持有毒品和枪支而被捕。
PnB Rock是一位慈爱的父亲。他经常谈论他有多爱他的女儿，以及当爸爸如何改变了他的生活。

## 离世
2022年9月12日，PnB Rock在南洛杉矶主街曼彻斯特大道附近的罗斯科鸡肉华夫饼屋遭抢劫并被枪杀，年仅30岁。当时，他与女友斯蒂芬妮·西博恩赫昂（Stephanie Sibounheuang）在南洛杉矶的罗斯科鸡肉华夫饼屋餐厅用餐。据洛杉矶警方透露，嫌疑人接近PnB Rock并要求他交出珠宝和其他贵重物品。在随后的争执中，嫌疑人多次开枪射击PnB Rock，之后乘坐汽车逃离现场。PnB Rock被紧急送往医院，但最终在当天下午1时59分被宣布死亡。
枪击事件过后，警方逮捕了三名嫌疑人：一名未透露姓名的17岁少年和他的父亲Freddie Trone，以及32岁的Shauntel Trone，后者因涉嫌谋杀从犯被捕。17岁少年和他的父亲Freddie Trone被控一级谋杀罪、两项二级抢劫罪和一项共谋抢劫罪。如果被判定谋杀罪成立，该少年可能面临最高无期徒刑，且有假释可能。Freddie Trone可能面临不得假释的无期徒刑，或者死刑。 
警方在调查过程中发现，PnB Rock的女友在社交媒体Instagram上发布了一篇带有餐厅定位的帖子，这篇帖子可能暴露了PnB Rock的位置，使嫌疑人得以找到他。尽管该帖子后来被删除，但警方推测这可能与枪击事件有关。但这推测在2023年10月被打翻了，当日，两名新被告Tremont Jones和Wynisha Evans出庭受审。当局认为是Jones向凶手透露了Allen的位置，而不是他女友在Instagram上的帖子。检方指控Evans在谋杀后驾车将Trone从洛杉矶送往拉斯维加斯。Jones和Evans均不认罪。
2024年8月7日，Freddie Lee Trone被判定一级谋杀罪、抢劫罪和共谋罪全部成立。同日，Tremont Jones也被判定抢劫罪和共谋罪全部成立。

## 音乐作品

### 录音室专辑
- Catch These Vibes (2017)
- TrapStar Turnt PopStar (2019)

## 另请参阅
- 被谋杀的嘻哈音乐家名单（英语：List of murdered hip-hop musicians）